# Шипшина приазовська
Шипшина приазовська (Rosa maeotica) — вид рослин з родини розових (Rosaceae).

## Опис
Кущ заввишки 100–150 см. Ребро листка злегка запушене. Головка рильця запушена, на ніжці.
Квітне у травні й червні.

## Поширення
В Україні вид зростає на степових кам'янистих схилах, серед чагарників — у правобережному й лівобережному злаковому степу й на півдні лівобережного злаково-лучного Степу (у Приазов'ї).